# کی دی اوبر
کی دی اوبر (انگلیسی: K. D. Aubert؛ زادهٔ ۶ دسامبر ۱۹۷۸) یک هنرپیشه اهل ایالات متحده آمریکا است.
او در فیلم‌های بزرگ و در میکس بازی کرده‌است.